# گشتاور لختی قطبی

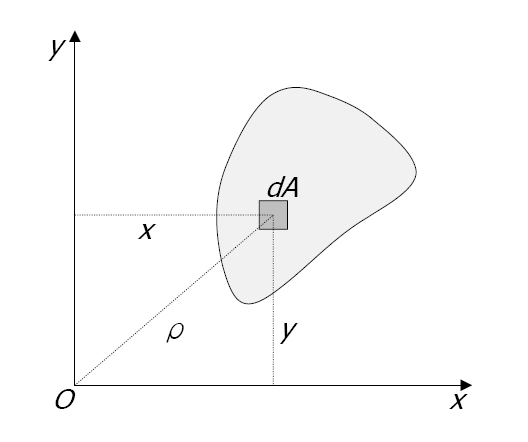
شماتیکی که نشان می‌دهد چگونه «گشتاور دوم قطبی سطح» برای شکل دلخواه منطقه، R، حول محور o، که در آن ρ فاصله شعاعی تا عنصر dA است، محاسبه می‌گردد.

گشتاور لختی قطبی همچنین گشتاور دوم قطبی سطح کمیتی است که مقاومت قطعات استوانه‌ای در مقابل پیچش در یک سطح مقطع را نشان می‌دهد و یکای آن مانند گشتاور دوم سطح ({\displaystyle m^{4}}) می‌باشد.
{\displaystyle J=\iint \limits _{A}r^{2}dA}

## کاربردها
گشتاور لختی قطبی در محاسبه مقدار تغییر شکل زاویه‌ای تحت بار گذاری پیچشی و همچنین مقدار تنش برشی تحت پیچش به کار می‌رود.
{\displaystyle \theta ={\frac {TL}{JG}}}
{\displaystyle \tau ={\frac {T\,r}{J_{z}}}}